# Mahindra XUV700
La Mahindra XUV700 è un SUV prodotta dal 2021 dalla casa automobilistica indiana Mahindra & Mahindra. 
Introdotto sul mercato nell'agosto 2021, va a sostituire la Mahindra XUV500.

## Descrizione

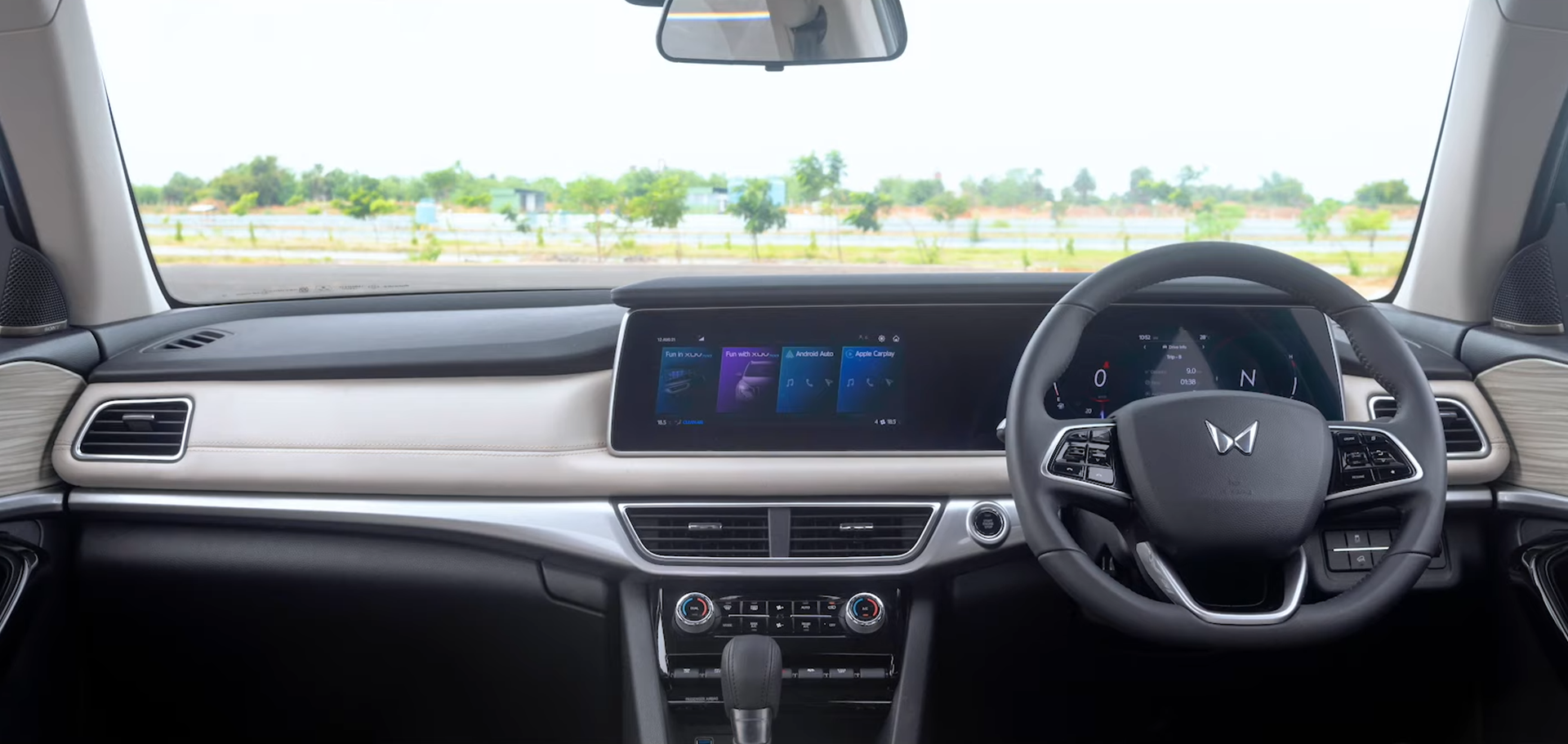
Interni

Presentata il 14 agosto 2021, la XUV700 era stata inizialmente progettata come seconda generazione dell'XUV500, tuttavia la Mahindra ha deciso di modificare la nomenclatura dei modello. È il primo modello a portare all'esordio il nuovo logo Mahindra.
Al lancio sono disponibili sia motorizzazioni a benzina che diesel. La prima è un'unità turbo a quattro cilindri in linea da 2,0 litri che eroga 197 CV (147 kW) e sviluppa una coppia di 380 Nm; la seconda è un turbodiesel mHawk a quattro cilindri da 2,2 litri che produce 153 CV e 360 Nm oppure 182 CV (136 kW) e 420 Nm (con cambio manuale) o 450 Nm (con cambio automatico). Entrambi i motori sono abbinati ad un cambio manuale o ad un automatico a 6. Di base la vettura è a trazione anteriore, ma in opzione è disponibile anche la variante a trazione integrale.

## Sicurezza
Mahindra XUV700 ha ricevuto 5 stelle per la protezione degli adulti e 4 stelle per la protezione dei bambini dall'ente Global NCAP.